# أناليزا درو
أناليزا درو (بالإنجليزية: Annalisa Drew)‏ هي متزحلقة حرة أمريكية، ولدت في 28 مايو 1993 في لورانس في الولايات المتحدة.

## وصلات خارجية
- أناليزا درو على موقع الاتحاد الدولي للتزلج (التزلج الحر) (الإنجليزية)
- أناليزا درو على موقع اللجنة الأولمبية الدولية (الإنجليزية)
- أناليزا درو على موقع أوليمبيديا (الإنجليزية)
- أناليزا درو على موقع اللجنة الأولمبية والبارالمبية الأمريكية (الإنجليزية)
- أناليزا درو على موقع ألعاب إكس (مؤرشف) (الإنجليزية)